# Gian Paolo Chiti
Gian Paolo Chiti (Roma, 21 de enero de 1939), es un compositor y pianista italiano. Después de haber comenzado sus estudios musicales en piano, violín y composición a la edad de cuatro años, ha dado conciertos antes de entrar en el Conservatorio Santa Cecilia en Roma, el más importante de Italia, a la edad de diez años.

## Biografía
Entre sus principales maestros figuran Arturo Bonucci, Carlo Zecchi, y Arturo Benedetti Michelangeli (con los que ha llevado a cabo estudios privados y cursos de perfeccionamiento). 
Chiti ha sido premiado en varios concursos, entre los cuales destacan el de Treviso y el Busoni.
Empezó una carrera como pianista, a menudo como acompañante de su mujer, la famosa mediosoprano, presidente y fundadora de la Fundación Adkins Chiti: Mujeres en la Música, y como compositor.
Ha escrito obras para toda posible combinación de instrumentos y además ha compuesto música electrónica. Su catálogo incluye muchas partituras para el cine y la televisión. Sus composiciones están programadas en Italia y en el extranjero a cargo de los mayores festivales, incluido el Mayo Musical Fiorentino, La Bienal de Venecia, el Festival de Edimburgo, el Festival Lutoslawski en Polonia, Cantiere Internacional de Montepulciano, Nuova Consonanza, Encuentros Musicales Romanos, El Festival Chopin, El Festival de Música Sacra de Chartres, Francia, el Teatro Nacional de Caracas en Venezuela y la estación pública en el Conservatorio de Moscú. Desde 1984 se encarga del departamento de composición en el Conservatorio de Santa Cecilia. Más de una generación de importantes jóvenes compositores y compositoras han sido alumnos suyos. Además, es miembro de la Comisión Nacional para la Danza, y se halla presente en la facultad como profesor “huésped” de diversas universidades en Italia y en los Estados Unidos. 

## Catálogo de obras
Esta lista incluye toda la música seria de concierto compuesta por Gian Paolo Chiti, incluyendo obras para jóvenes músicos. No incluye ni transcripciones, ni arreglos, ni incluye música de películas, televisión o obras de género más popular.
- Zoological Garden (solo piano - young performers) (1951)
- O Sacrum Convivium (SATB chorus) (1958)
- Sestetto a fiato n.° 1 (flute, clarinet, 2 bassoons, trumpet, trombone) (1954)
- Sestetto a fiato n.° 2 (flute, 2 bassoons, 2 horns, trumpet in C) (1958)
- Quartetto per Archi (string quartet) (1959)
- Cinque preludi per pianoforte (1961)
- Suite per pianoforte n.° 2 (1961)
- Tre mottetti per coro misto (SATB chorus) (1961)
- Per orchestra (for orchestra) (1962)
- Tre pezzi per pianoforte (1962)
- Concerto per orchestra d’archi (for string orchestra) (1963)
- Concerto per dieci strumenti/for ten instruments) (flute, oboe, clarinet, horn, vibraphone, timpani, harp, violin, viola, violoncello) (1964)
- Due mottetti a cappella (SATB chorus) (1964)
- Inscription (solo flute) (1966)
- Nachtmusik (for strings) (1966)
- Serenade per cinque strumenti (flute, bass clarinet, viola, violoncello, piano) (1966)
- Divertimento n.° 2 (flute, violin, viola, violoncello) (1967)
- Especially when the October wind (medium voice, piano) (1967)
- Holy Sonnet of John Donne (medium voice, piano) (1967)
- Pilatus (contralto, tenor, organ) (1968)
- Ricercare ’70 (2 oboes, bassoon, 2 horns, strings)(1968)
- We lying by the Sea Sand (high voice, piano) (1968)
- Y Ara Dirè (two guitars) (1969)
- Conversation with myself (solo violin) (1969)
- Matrona Quaedam (chamber opera) (1969)
- Violin concerto (solo violin, orchestra) (1969)
- In Dateless Night (string quartet) (1970/1)
- Into my own (solo organ) (1971)
- Lebenslauf (clarinet, violin, viola, violoncello, piano) (1971)
- Sie erlischt (violin, piano) (1971)
- Yerma (ballet) (1971)
- A Dylan Thomas (ballet) (1972)
- Andante (flute, bassoon, pianoforte) (1968)
- Divertimento (flute, violin, harpsichord) (1972)
- Elegia (flute, piano) (1972)
- Movements per pianoforte (1972)
- Breakers (four harps) (1973)
- El Icaro (solo harpsichord) (1973)
- Ottetto per 2 soprani, 2 contralti, 2 tenori, 2 bassi (for SATB/SATB) (1973)
- Rencontres (flute, strings) (1973)
- Spleen (treble and bass recorders, violoncello, piano) (1973)
- Dal profondo (clarinet, bassoon, piano) (1974)
- Prelude d’automne (flute, viola, harp) (1975)
- Replay (2 flutes, 2 oboes, 2 bassoons, 2 horns) (1975)
- Shahed-B (oboe, harpsichord) (1975)
- Games Around the Six with Eleven (string orchestra) (1976)
- Persefone (solo flute, flute in G and flute in C) (1977)
- Piccola raccolta per organo (1978)
- Rondeau (solo flute) (1978)
- Anthem (solo violoncello) (1979)
- In Mind (solo guitar) (1979)
- Flutar (flute, harp) (1979)
- Pastorale (flute, harp) (1979)
- Preludio romántico (piano - young performers) (1979)
- Piccola suite per pianoforte (piano - young performers) (1980)
- Serenata (flute, oboe, bassoon) (1980)
- Around (solo guitar) (1981)
- Melodía (Bb clarinet, piano) (1981)
- Adieu adieu (wind quintet: flute, oboe, clarinet, and bassoon, horn) (1982)
- Rag prelude per pianoforte (1982)
- Retour (solo violin, viola and violoncello, string orchestra) (1982)
- Trivium (mezzo-soprano, string orchestra) (1983)
- Arion (solo guitar) (1983)
- In the Merry Month of May (brass quintet: 2 trumpets, flugelhorn, horn, trombone, tuba) (1983)
- Kammerstück (clarinet, violoncello, trombone, piano) (1983)
- Konzertstuck (orchestra) (1984)
- Per lontane vie per pianoforte (1985)
- Ground (piano four hands) (1985)
- Ipodyon (solo harp) (1985)
- Triplum (flute, violin, harpsichord) (1985)
- Wintermusik (flute, clarinet, violon, violoncello, piano) (1985)
- In Sogno (two flutes: doubling piccolo, flute, alto flute, bass flute and piano) (1986)
- Recordari (trumpet in C, organ) (1986)
- Tropi per chartres (alto saxophone, string quartet) (1996)
- Fogli d’album (Albumblatter) (solo guitar) (1987)
- Abendstucke per pianoforte (1989)
- Action (flute, oboe, clarinet, bassoon, 2 violins, viola, violocello) (1990)
- European suite (solo guitar) (1990)
- Kinamama (two flutes, piano) (1990)
- Octopus Line (flute, oboe, clarinet, 2 bassoons, horn, 2 trumpets, 2 trombones) (1990)
- Salve regina (mezzo-soprano, flute, oboe, clarinet, bassoon, strings) (1991)
- European Lieder Book (high voice, piano) (1992)
- Intermezzo (violin, viola, violoncello) (1992)
- Arion suite per pianoforte (1993)
- Cahier des Revés (violin, violoncello, piano) (1993)
- Tre liriche su poesie di J. Basile (soprano, piano) (1993)
- Triple (flute, clarinet, bassoon) (1993)
- Concertino per sax tenore e otto violoncelli (tenor saxophone, cello octet) (1994)
- Sur les bois oubliés (solo viola) (1995)
- Rime (medium voice, viola, piano) (1998)
- Laudarium in onore della beata vergine Maria (SATB chorus, brass ensemble) (2000)
- Plexus (two bass flutes) (2001)
- Envers (orchestra) (2002)
- Extrême per pianoforte (2002)
- Seagulls per pianoforte (2002)
- En ecoutant la nuit (string quartet) (2003)
- L’età dell’ombra (clarinet, viola, piano) (2003)
- Burlesque (solo tenor saxophone) (2005)
- Capriccio (Bb clarinet) (2005)
- Counterpoint in F (Bb clarinet, tenor saxophone) (2005)
- Prelude (alto saxophone, piano) (2005)
- Two liturgical pieces (organ) (2005)